# Kumiko Kotera

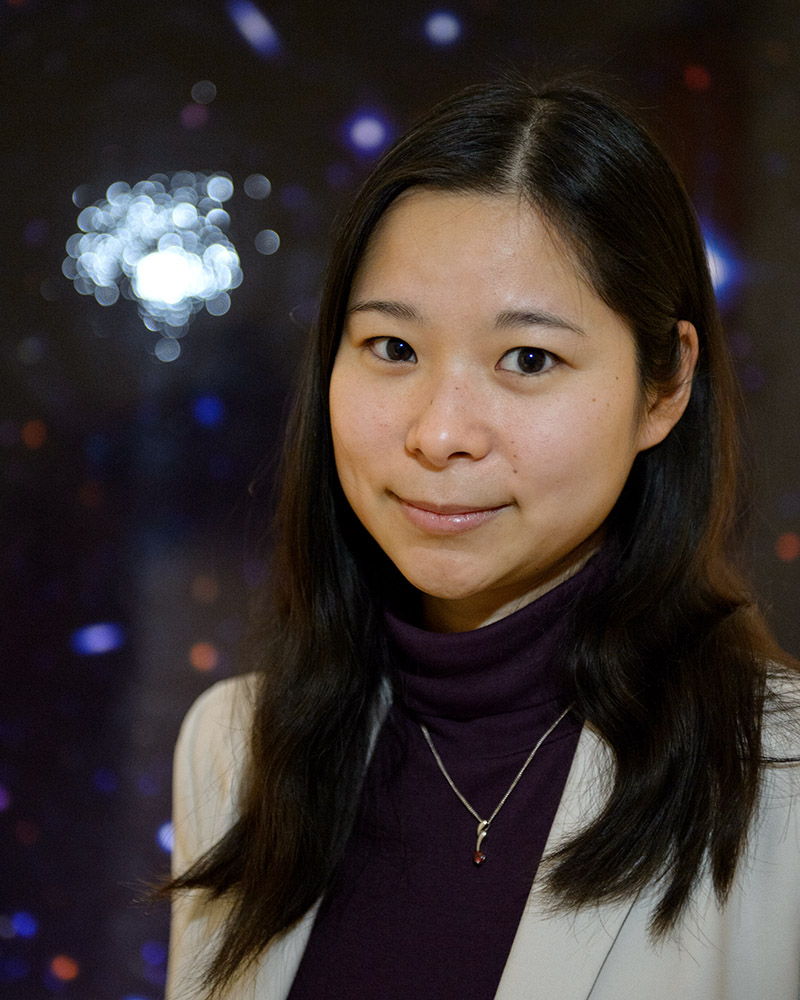
Kumiko Kotera, 2016

Kumiko Kotera (* 24. August 1982) ist eine französische Astrophysikerin, die sich auf kosmische Strahlung und insbesondere auf ultrahochenergetische kosmische Strahlung spezialisiert hat. Sie ist seit Januar 2025 Direktorin des Institut d’Astrophysique de Paris.

## Leben
Kumiko Kotera wurde als Tochter japanischer Eltern in Frankreich geboren. Nach einem Abschluss als Ingenieurin an der ENSTA ParisTech im Jahr 2005 verteidigte sie 2009 ihre Doktorarbeit an der Universität Pierre und Marie Curie in Paris zum Thema hochenergetische kosmische Strahlung. Anschließend verbrachte sie drei Jahre als Postdoc in den USA, zunächst an der University of Chicago und dann am California Institute of Technology. Anschließend erhielt sie 2012 eine feste Stelle am Institut d'Astrophysique de Paris. Seit 2014 gehört sie zu den Leitern des Projekts Giant Radio Array for Neutrino Detection (GRAND), das sich mit hochenergetischen Neutrinos befasst. Ihr Aufenthalt 2023/2024 an der Pennsylvania State University erhielt eine Förderung im Rahmen des Fulbright-Programms.
Kumiko Kotera wurde im Mai 2021 amtierende stellvertretende Direktorin des Institut d'Astrophysique de Paris (IAP). Im Jahr 2024 wurde sie zur Direktorin des IAP ernannt. Sie ist die erste Frau in dieser Position.

## Preise und Auszeichnungen
- 2012: Young Star Award der American Physical Society[8]
- 2016: Bronzemedaille des CNRS

## Veröffentlichungen
- Sources énergétiques, champs magnétiques extra-galactiques, astroparticules : énigmes astrophysiques vues par les rayons cosmiques de ultra-haute énergie, Doktorarbeit, 2009[9]
- L'Univers violent, Trou noir, supernova, pulsar ..., Les phénomènes extraordinaires du cosmos, Verlag Albin Michel, 2025, ISBN 978-2-226-49714-7[10]